# Lars Lööw
Lars Lööw, född 7 december 1964, är en svensk jurist och generaldirektör för Arbetsmiljöverket.
Han har varit myndighetschef för Handikappombudsmannen 1999–2006, ordförande för Handikappförbundens samarbetsorgan (HSO), ämnessakkunnig i Socialdepartementet och förbundsjurist i Riksförbundet för barn, unga och vuxna med utvecklingsstörning (FUB). Han var därefter kommunikationsdirektör och utvecklingsdirektör vid Samhall AB. 1 december 2015 tillträdde han som generaldirektör för Rådet för Europeiska socialfonden i Sverige. I juni 2020 utsågs han av regeringen till överdirektör för Arbetsförmedlingen med tillträde i oktober 2020. Från 18 september 2023 till 28 februari 2024 var han tillförordnad generaldirektör för Arbetsförmedlingen efter att Maria Mindhammar tillträdde tjänsten som generaldirektör för Migrationsverket. Lars Lööw tillträdde som generaldirektör för Arbetsmiljöverket den 1 mars 2024.  